# Une danse éternelle
Pour plus de détails, voir Fiche technique et Distribution.
Une danse éternelle (Az életbe táncoltatott leány) est un film hongrois réalisé par Tamás Banovich, sorti en 1964.

## Fiche technique
- Titre : Une danse éternelle
- Titre original : Az életbe táncoltatott leány
- Réalisation : Tamás Banovich
- Scénario : Tamás Banovich
- Musique : Tihamér Vujicsics
- Photographie : Ferenc Szécsényi
- Montage : Zoltán Kerényi
- Société de production : Mafilm
- Pays :  Hongrie
- Genre : Film musical
- Durée : 80 minutes
- Dates de sortie : 
  -  Hongrie : 26 novembre 1964

## Distribution
- Adél Orosz : la fille
- Levente Sipeki : le garçon
- György Bárdy : l'homme noir
- Tamás Major : le chanteur d'histoires
- Hilda Gobbi : la femme du chanteur d'histoires
- Zsolt Galántai : le fils du chanteur d'histoires
- Irma Vass : la mère de la fille
- Tibor Erdélyi
- Mária Laczkó
- Sándor Sajti

## Distinctions
Le film a été présenté en sélection officielle en compétition au Festival de Cannes 1965.